# Marco Caminati
Marco Caminati (Cesena, 23 settembre 1992) è un giocatore di beach volley italiano.

## Biografia
Debutta nel circuito professionistico internazionale in coppia con Enrico Rossi il 15 giugno del 2014 al mondiale U23 a Mysłowice in Polonia piazzandosi in 9ª posizione. La coppia nel luglio dello stesso anno ottiene un primo e un terzo posto a due tappe del Campionato Italiano Assoluto, rispettivamente a Ostia e a Cervia. La vittoria ad Ostia ha una particolarità, per la prima volta una tappa del Campionato Italiano viene vinta da una coppia che non si era mai presentata precedentemente al main draw.
Nella prima metà del 2015 Caminati ottiene tre medaglie d'oro: con Alex Ranghieri all'Open di Lucerna, con Rossi ai Wevza di Barcellona (maggio) e Montpellier (giugno).
Pochi mesi dopo sempre insieme a Rossi vince un argento a Vaduz in una coppa CEV satellite, un bronzo a Catania alle finali del Campionato Italiano Assoluto e un oro a Cesenatico alla finale di Coppa Italia .
Nel settembre dell'anno successivo, consolidando la coppia con Enrico Rossi, vince il Campionato Italiano Assoluto a Catania  battendo la coppia Benzi-Martino. Per Marco Caminati è il primo scudetto.
Nel 2017, dopo un'estate segnata da un oro alla Cev Continental Cup di Barcellona, dalla vittoria della Coppa Italia a Caorle, da due primi posti alle tappe di Vieste e Casal Velino del Campionato Italiano e un bronzo alle finali nazionali di Catania, vince in ottobre il World tour 1 stella di Aalsmeer battendo per 2-0 (21-18 21-15) la coppia Kolinske-Evans.
Nel 2018 Marco Caminati annuncia che inizierà a giocare in coppia con Alex Ranghieri con il quale ottiene subito un quinto posto al World Tour 4 stelle de L'Aia.

## Palmarès

### World tour
- World tour Open Lucerna 2015:
- World tour 1 stella Aalsmeer:

### Wevza
- Wevza-Zonal Event-Montpellier:
- Wevza-Zonal Event-Barcellona:

### Cev Continental Cup
- a Barcellona

### Cev Satellite
- Cev satellite Vaduz 2015:

### Campionato Italiano Assoluto
- Campionato Italiano Assoluto Catania 2016:
- Campionato Italiano Assoluto Catania 2017:

### Coppa Italia
- Coppa Italia Cesenatico 2015:
- Coppa Italia Caorle 2017: